# Ujgurzy

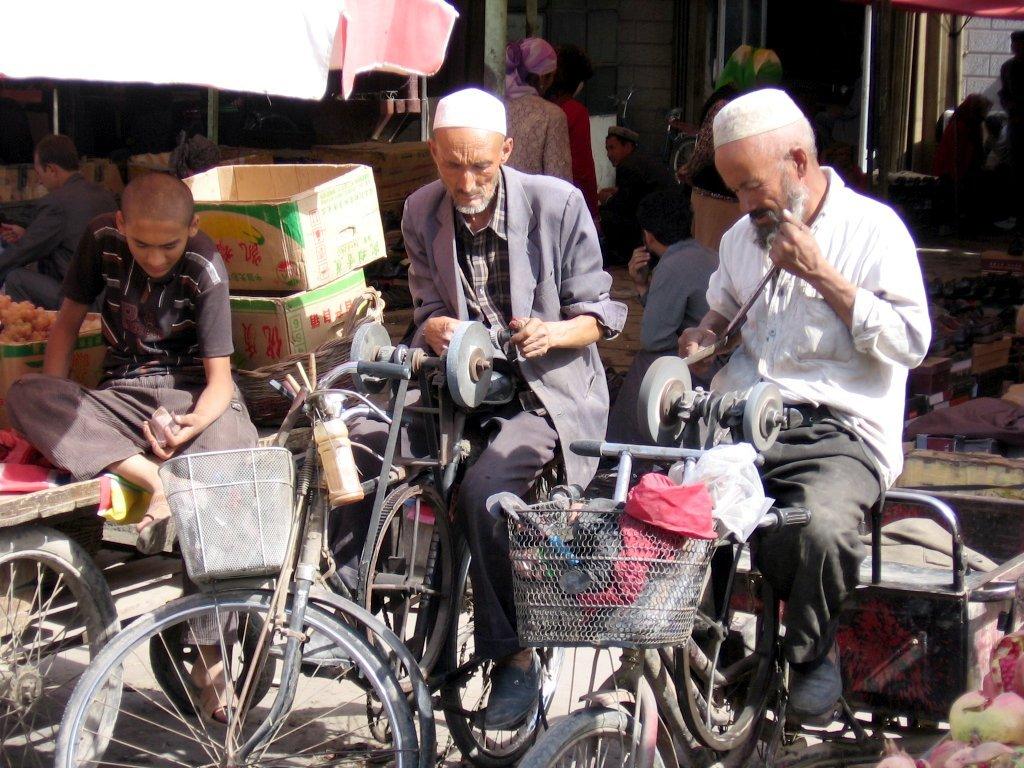
Ujgurzy z Hotanu

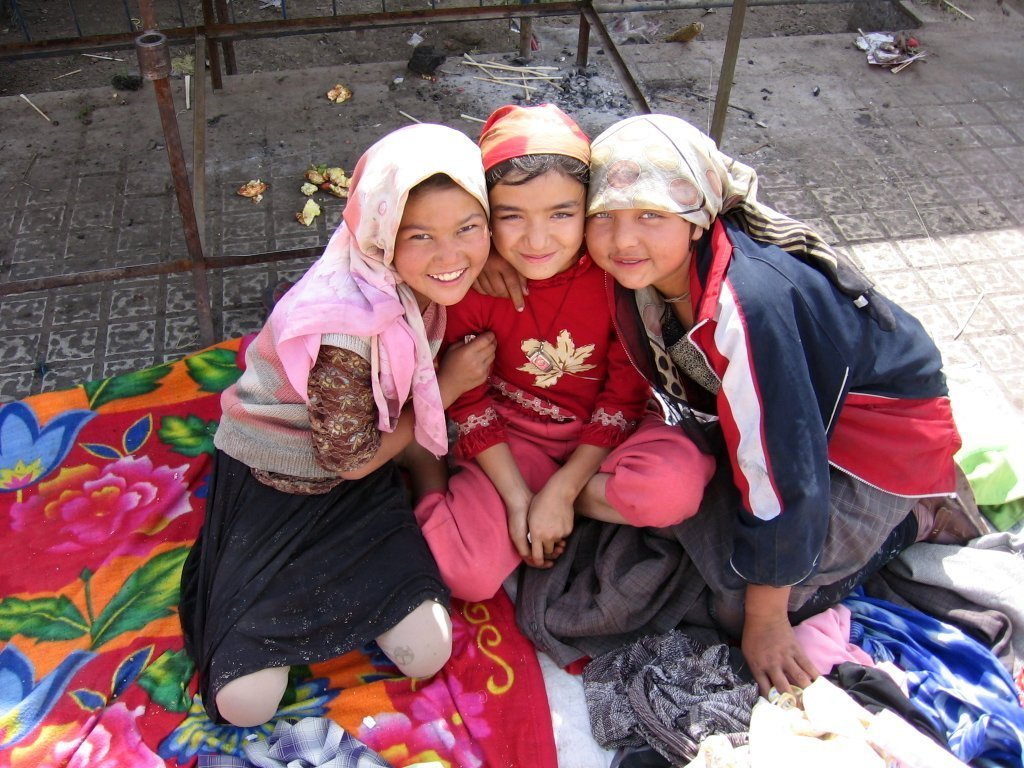
Ujgurki z Hotanu

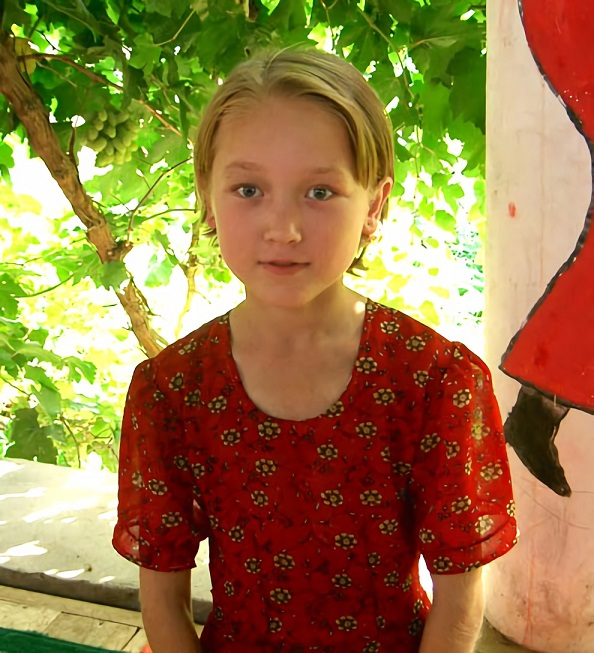
Młoda Ujgurka z Turfanu w Chinach

Ujgurzy (ujg. ‏ئۇيغۇر‎; chiń. upr. 维吾尔; chiń. trad. 維吾爾; pinyin Wéiwú’ěr) – grupa etniczna pochodzenia tureckiego, jedna z 55 mniejszości uznanych oficjalnie w Chińskiej Republice Ludowej. Mieszkają głównie w Sinciangu. W 2010 ich liczebność tam wynosiła 10 001 320.
Słowo „Ujgur” pochodzi od starotureckiego słowa „Uyγur”, co dosłownie oznacza „zjednoczeni”.

## Historia i pochodzenie
Obecnie Ujgurzy w większości zamieszkują Ujgurski Autonomiczny Region Sinciang, jednakże migracja na to terytorium odbyła się dopiero w drugiej połowie IX wieku. W starożytności Ujgurzy byli uważani za członków rasy tureckiej, która miała duży wpływ między innymi na stosunki chińskich imperiów, szczególnie za czasów panowania dynastii Tang (618–907). Nie tylko chińskie źródła zawierają informacje o Ujgurach, ale także arabskie, perskie oraz europejskie, zebrane w średniowieczu. Zapiski w języku Ujgurów również są dostępne, ale są to głównie fragmentaryczne ręcznie wykonane inskrypcje.
Pierwsze wzmianki o Ujgurach pojawiają się w odniesieniu do plemion Tiele w czasie Północnego Wei (386–584), do których mieliby pierwotnie należeć. Byli opisywani jako ludzie nie posiadający stałych mieszkań, prowadzący koczowniczy tryb życia. Między V a VI wiekiem lud ujgurski zaczął przemieszczać się z wcześniej zajmowanego terenu, na północny zachód od rzeki Orchon w górnej Mongolii, na wschód, w pobliże rzeki Tula. Mniejsza grupa wyemigrowała w okolice gór Tienszan. W połowie VI wieku znowu się przenieśli, tym razem w pobliże rzeki Selenga. W VII i VIII wieku stali się potężną nacją. Współpracowali z dynastią Tang w celu pokonania Tujue – grupy, z którą Ujgurzy walczyli już wcześniej. Gdy ustanowili swój własny chanat, ich sposób życia zmienił się z koczowniczego na osiadły. W roku 840 ujgurski chanat upadł a Ujgurzy przemieścili się na południe oraz zachód. Większość osiedliła się w pobliżu gór Tienszan. Następnie podzielili się na trzy grupy: pierwsza przeniosła się na Wyżynę Pamirską, zakładając królestwo, którego panowanie trwało od IX do XIII wieku; druga ulokowała się w Korytarzu Gansu (później podbita przez Zachodnie Xia w pierwszej połowie XI wieku); trzecia natomiast wyemigrowała do dzisiejszej prefektury Turfanu, tworząc królestwo podbite przez mongolską dynastię Yuan w XIII wieku.
W 1759 dynastia Qing podbiła większość północno-zachodniego terytorium dzisiejszego Sinciangu i włączyła je do swojego imperium.
W 1864 Ujgurzy zbuntowali się i wyparli Qingów ze Wschodniego Turkiestanu i utworzyli niepodległe państwo Yettishar. W 1876 Qing zaatakowało królestwo ujgurskie, ponownie przyłączając je do Chin. Dynastia zawarła wówczas układ z Rosjanami i zaanektowała państwo Ujgurów, nadając terytorium nazwę Prowincja Sinciang.
W latach na krótko po utworzeniu państwa radzieckiego i w latach 20., rząd ZSRR wsparł ujgurskich separatystów. W 1933 roku Ujgurzy sprzeciwili się Chińczykom i ogłosili w Sinciangu Pierwszą Republiką Wschodniego Turkiestanu, republika była krajem świeckim z wpływami komunizującymi. Chiński rząd obalił Republikę rok później, jednak Ujgurzy po raz kolejny sięgnęli po niepodległość 10 lat później, ustanawiając Drugą Republikę Wschodniego Turkiestanu, która tym razem przetrwała pięć lat do momentu ogłoszenia przez Mao Zedonga Chińskiej Republiki Ludowej 1 października 1949 roku. W okresie rządów chińskich ZSRR dystrybuował wśród mieszkańców kraju paszporty radzieckie, aby ułatwić im emigrację do Kazachskiej SRR.
Ujgurski Region Autonomiczny Sinciang w Chińskiej Republice Ludowej powstał oficjalnie 1 października 1955 roku, zastępując wcześniejszą nazwę Prowincja Sinciang. Po rozłamie między rządami ZSRR i Chin wzmocniło się ponownie poparcie ZSRR dla tamtejszego ruchu separatystycznego. Czynniki takie jak masowa, sponsorowana przez państwo migracja Chińczyków Han od lat 50. do 70. XX wieku, polityka rządu promująca chińską jedność kulturową i karanie przejawów tożsamości ujgurskiej oraz ostre reakcje na separatyzm przyczyniły się do napięć między Ujgurami a policją stanową i Chińczykami.
Po ogłoszeniu rozpadu Związku Radzieckiego i powstaniu nowych, niezależnych państw, Ujgurzy także zaczęli domagać się oddzielenia Sinciangu od Chin. Przy narastających ruchach separatystycznych, na początku XXI wieku miały też miejsce działania terrorystyczne, wymierzone w ludność Han. Tendencje separatystyczne tym razem połączone zostały z radykalnym islamizmem. Na czele ruchu stanął terrorystyczny Islamski Ruch Wschodniego Turkiestanu posiadający powiązania z Al-Kaidą, talibami i Islamskim Ruchem Uzbekistanu, który rozpoczął serię zamachów przeciwko władzom Sinciangu. W odpowiedzi na to, władze chińskie nasiliły strategię przymusowej asymilacji; w ostatnich latach zachodnie media donosiły o masowej inwigilacji i uwięzieniu bez procesu ponad miliona Ujgurów i innych mniejszości muzułmańskich w „obozach reedukacyjnych” porównywanych do radzieckich gułagów. Zachodni obserwatorzy nazwali kampanię sinizacji przykładem demograficznego i kulturowego ludobójstwa (zob. ludobójstwo Ujgurów).

## Rozmieszczenie
W 2008 roku Ujgurów w Sinciangu było 9,8 mln. Migracje Ujgurów odbywają się przede wszystkim w obrębie samego Sinciangu, z obszarów wiejskich (południe) na obszary miejskie (północ). Małe grupy Ujgurów zamieszkują również na terenie prowincji Hunan i Henan.
Południowy Sinciang to obszar, na którym rezyduje zdecydowana większość populacji ujgurskiej, podczas gdy w miastach położonych w obszarze północnym dominuje ludność Han (90%).

## Gospodarka
Ujgurzy wiedli nomadyczny tryb życia, jednak w połowie IX wieku zajęli się rolnictwem oraz hodowlą roślin i zwierząt. Dużo handlowali z Chińczykami, najwięcej swoimi wyrobami rzemieślniczymi.
Ujgurska gospodarka oparta jest na przemyśle lekkim oraz uprawie owoców, bawełny, zboża oraz ryżu. Ujgurska ziemia jest bogata w ropę i złoża mineralne. Wytwarzają także dywany, charakterystyczne nakrycia głowy oraz noże.

## Religia
Ujgurzy od starożytności byli powiązani z szamanizmem oraz animizmem. Wierzyli, że wszystko na ziemi zesłane zostało przez Tengri, najwyższego boga. Obiektami kultu były m.in. Słońce, Ziemia, ogień. Najważniejszym kierunkiem był wschód – tam pojawiało się Słońce każdego dnia, namioty były skierowane w tym kierunku, tak samo jak ich kamienie nagrobne. Maj był miesiącem ku czci bogów.
Manicheizm to połączenie dualistycznej filozofii zoroastryjskiej z buddyzmem, chrześcijaństwem, gnostycyzmem oraz posiadające elementy folkloru starożytnego Babilonu. Ujgurzy przeszli na tę religię w VIII wieku. Pomimo sprzeciwu ze strony buddystów Ujgurzy nie byli prześladowani ze względu na nową religię, gdyż pomogli cesarzowi podczas jednej z wojen, co zaowocowało udzieleniem łaski wyznawcom.
Buddyzm, zanim przybył do centralnego terytorium Chin, musiał przejść przez obecny Sinciang, co oznacza, że Ujgurzy poznali go jako pierwsi i manicheizm został wyparty przez buddyzm w X wieku. To samo stało się z buddyzmem w XIV wieku, który powoli został zastąpiony przez islam. Zabytki buddyjskie przetrwały w niektórych miejscach do dziś, w tym naścienne malowidła i manuskrypty.
Prześladowanie zachodnich religii rozpoczęło się w 843 roku i pierwszą religią, która padła tego ofiarą był manicheizm. W 840 Ujgurzy zostali pokonani przez Kirgizów i dlatego skończyło się poparcie dla Ujgurów i ich religii. Islamizacja rozpoczęła się już w IX wieku.
Podczas trwania Imperium mongolskiego, Ujgurzy mogli się cieszyć wolnością wyznania, co sprzyjało pluralizmowi religijnemu. Ujgurzy wyznawali wtedy islam, buddyzm, nestorianizm. Jednak w XVI wieku cały Sinciang wyznawał już islam.
Święta, które obchodzą Ujgurzy, to m.in. Id al-Fitr i Id al-Adha. Podczas obchodów obecne są nie tylko pieśni i tańce, ale także łapanie owiec, zapasy, oraz wyścigi łyżwiarskie i narciarskie.

## Kultura
Manichejczycy i nestorianie przedstawili elementy kultury zachodniej Ujgurom, m.in. greckiej, centralnej i wschodniej Azji, a także malarstwo naścienne i sztukę iluminacji.
W czasie panowania dynastii mongolskiej, istniały dwa ośrodki kulturalne: islamski z centrum w Kaszgarze oraz buddyjski z centrum w Turfanie. W obszarze kultury islamskiej używano języka arabskiego, natomiast w buddyjskim staroturecki (ujgurski) był nadal w użyciu.
Ujgurzy posługiwali się swoim własnym stylem we wzornictwie. Inspiracje czerpali z natury: z kwiatów, zwierząt, krajobrazu, figur geometrycznych. Projekty posiadały unikalne formy, miały zwartą organizację oraz bogate kolory. Wzorów tych używali na porządku dziennym, m.in. na ubraniach, butach, biżuterii, wystroju wnętrz domostw.
Dużą rolę w sztuce ujgurskiej odegrał buddyzm. Istnieją osiemdziesiąt trzy zachowane jaskinie, z których około czterdzieści zdobią malowidła ścienne o powierzchni około tysiąca dwustu metrów kwadratowych.
Współcześni uczeni pracowali nad przywróceniem klasycznych pieśni i tańców kultury ujgurskiej, np. do Dwunastu Muqam (typ melodii), które są dobrze zachowane i bardzo popularne w Azji Centralnej. Oryginalne teksty Muqam pochodziły głównie z pieśni ludowych i przekazów ustnych.
Typowym strojem dla Ujgurów są w przypadku mężczyzn długie szaty, a w przypadku kobiet – kamizelka założona na suknię. Niezależnie od płci czy wieku Ujgurzy noszą zdobione nakrycia głowy.

## Język
Podczas trwania Imperium Ujgurskiego, Ujgurzy używali języka tureckiego orchońskiego, zapisywanego runami orchońskimi. Używano go do pisania inskrypcji. Wcześniej Ujgurzy używali alfabetu sogdyjskiego, które później przekształciło się w pismo staroujgurskie. Zdarzało się im także używać pisma manichejskiego.
Podczas panowania dynastii mongolskiej Ujgurzy używali zarówno języka arabskiego, jak i staroujgurskiego, ale prócz tych dwóch powstał także nowy język czagatajski. Należał do grupy języków tureckich, a jego słownictwo zawierało ujgurski, arabski, perski oraz mongolski.
Współczesny ujgurski zalicza się do rodziny języków turkijskich, najbardziej podobny jest zaś do uzbeckiego. Język ujgurski od 1955 jest oficjalnym językiem Ujgurskiego Regionu Autonomicznego. Jak wynika ze spisu przeprowadzonego w 2000 roku, osób, dla których ujgurski jest językiem ojczystym, jest blisko 10 milionów, z czego większość mieszka w Sinciangu. Społeczności posługujące się tym językiem znajdują się także w Rosji, Mongolii, Pakistanie oraz Afganistanie.

## Grupy peryferyjne
Lop Nur oficjalnie uznawani są za część narodu ujgurskiego, jednak sami Lop Nur mają poczucie swej odrębności. Używają dialektu języka ujgurskiego, a ich zwyczaje upodabniają ich do Mongołów. Lop Nur wierzą w swoje pochodzenie od starożytnego ludu Loulan. Ich społeczność liczy 34 tysiące.